# Cofete
Cofete es una playa situada en pleno parque natural de Jandía, en la costa de Barlovento, parte occidental de la península de Jandía en Fuerteventura (Canarias, España). De unos 14 km de largo, el color de la arena oscila entre el melocotón amarillo a tierra marrón.

## Casas de Cofete

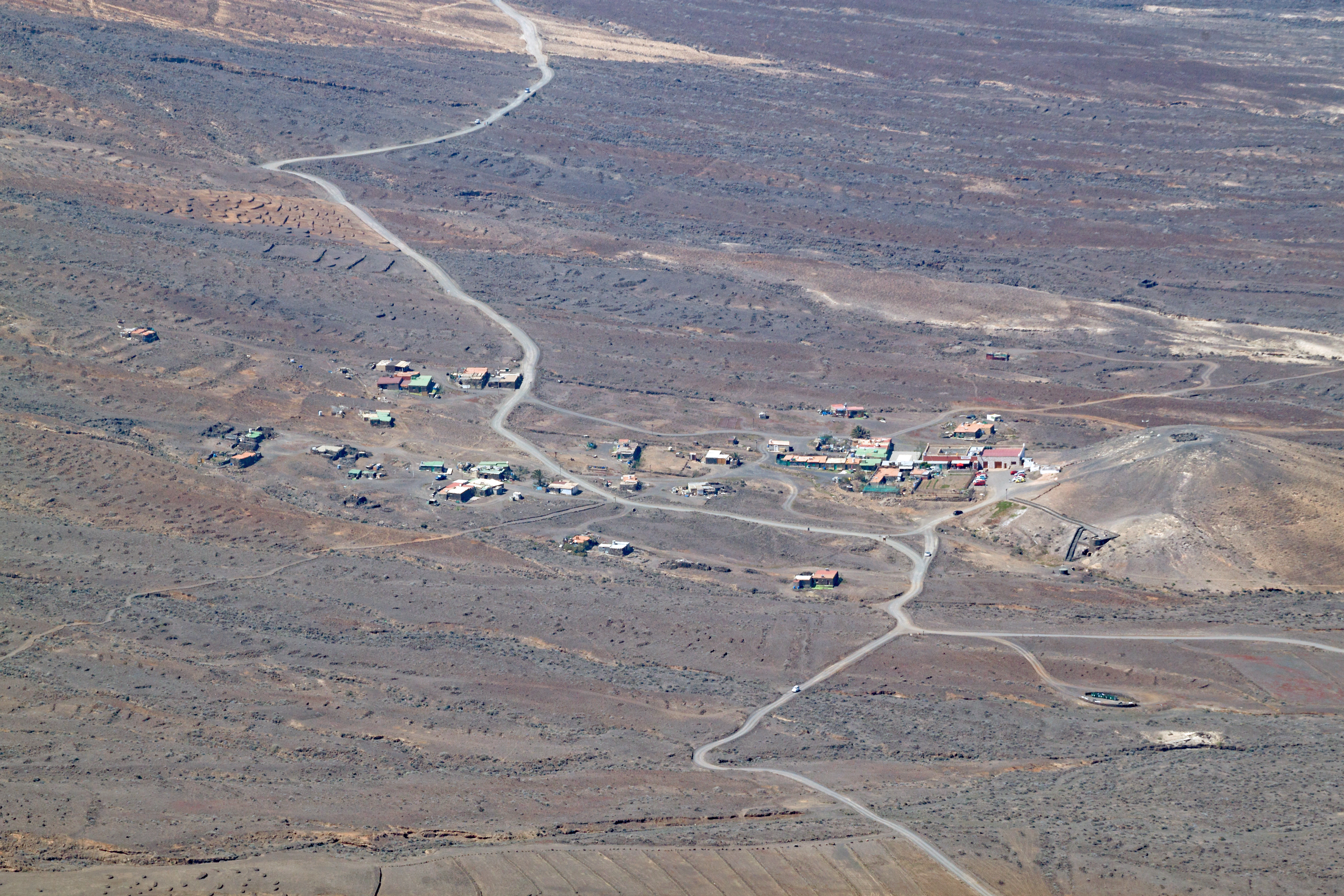
Vista de Cofete desde el Pico de la Zarza.

Junto a la playa se encuentra un pequeño poblado de unas 25 personas conocido como Casas de Cofete. Un pequeño cementerio se encuentra cerca de la playa y la villa. Hay un monumento que incluye una estatua verde de un hombre junto a unas ovejas y se compone de piedras y una escalera.

## Villa Winter
La Villa Winter, no muy lejos de Cofete, se encuentra en una ladera de la montaña con una pequeña torre a la izquierda. La villa fue construida poco después del final de la Segunda Guerra Mundial, en 1946.

## Imágenes

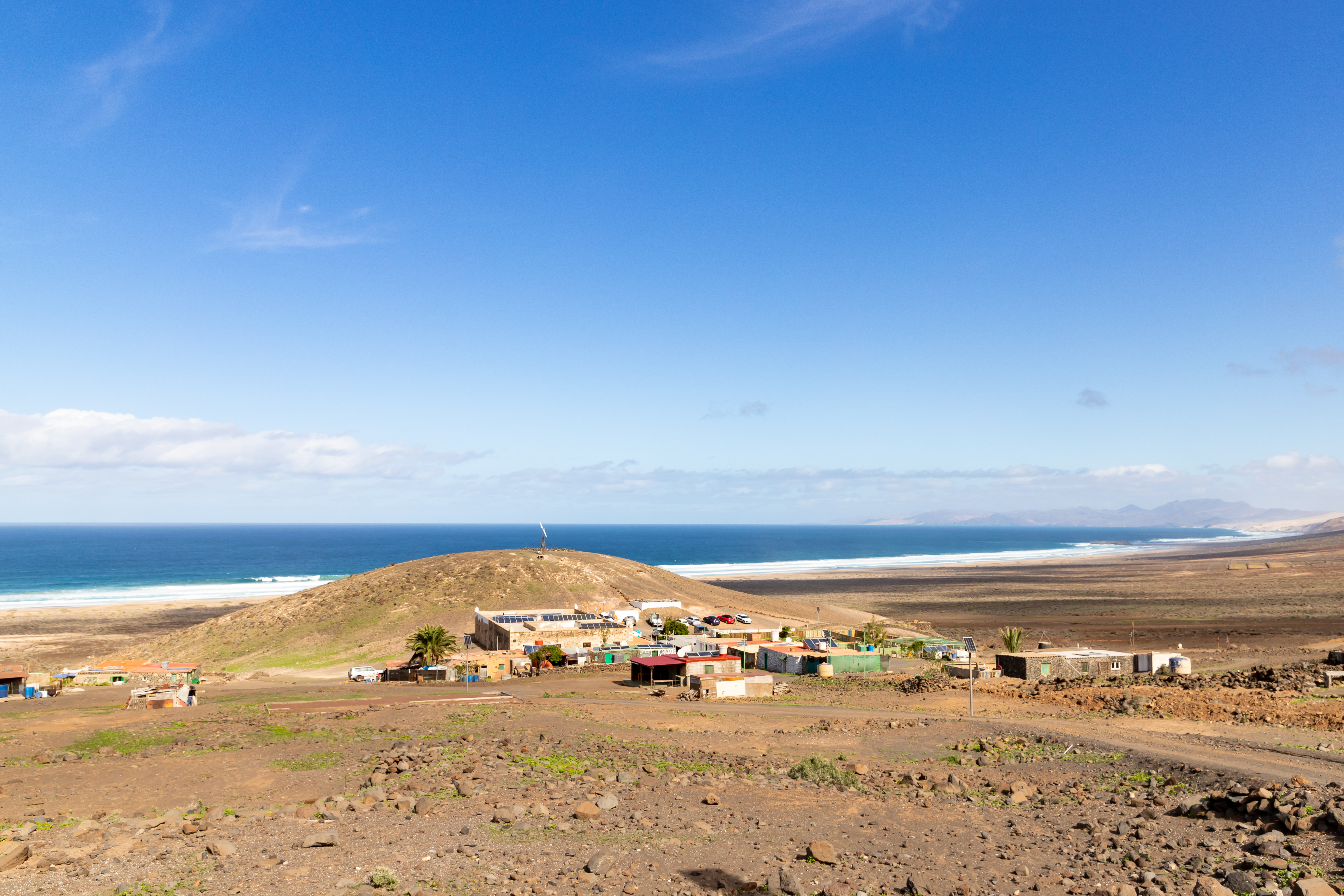
Vista de Casas de Cofete
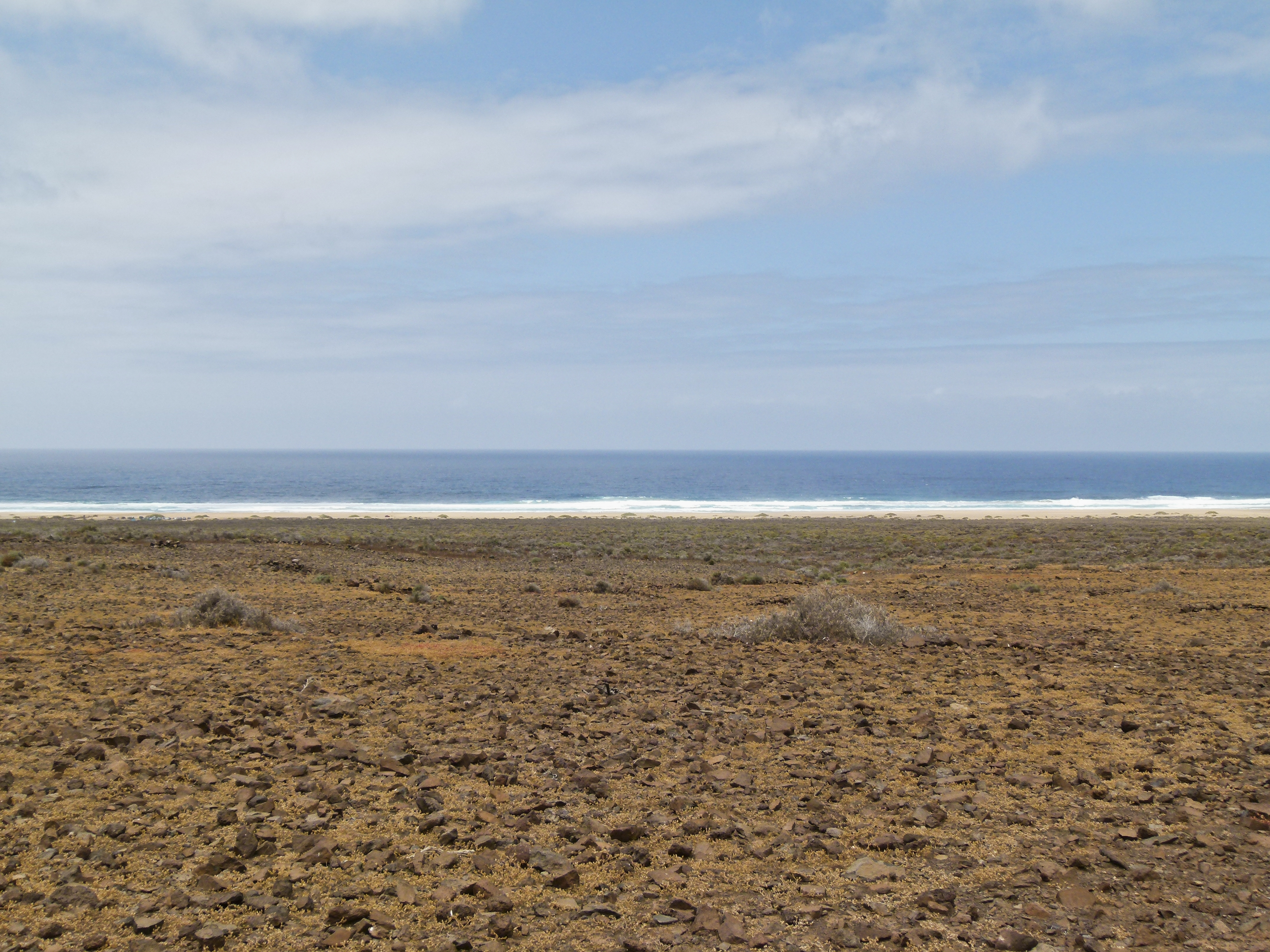
Playa de Cofete.
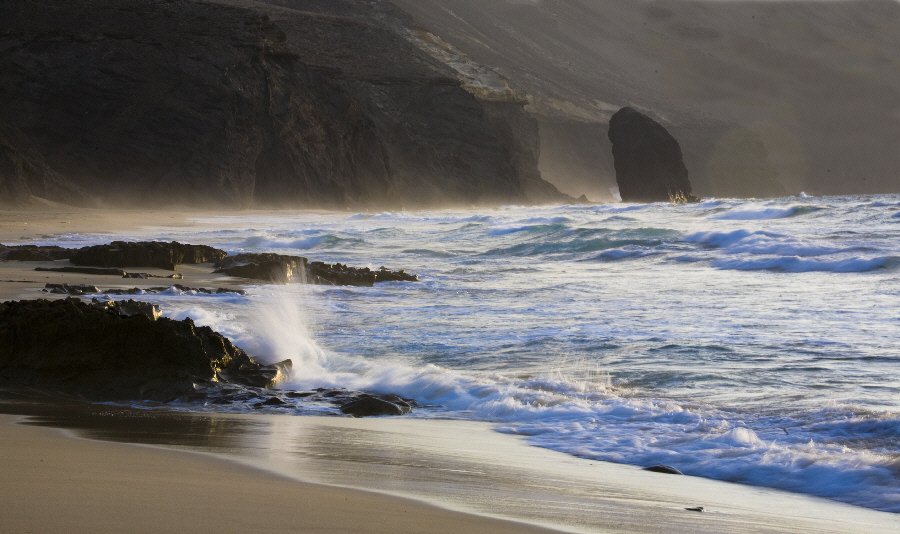
Playa de Cofete.
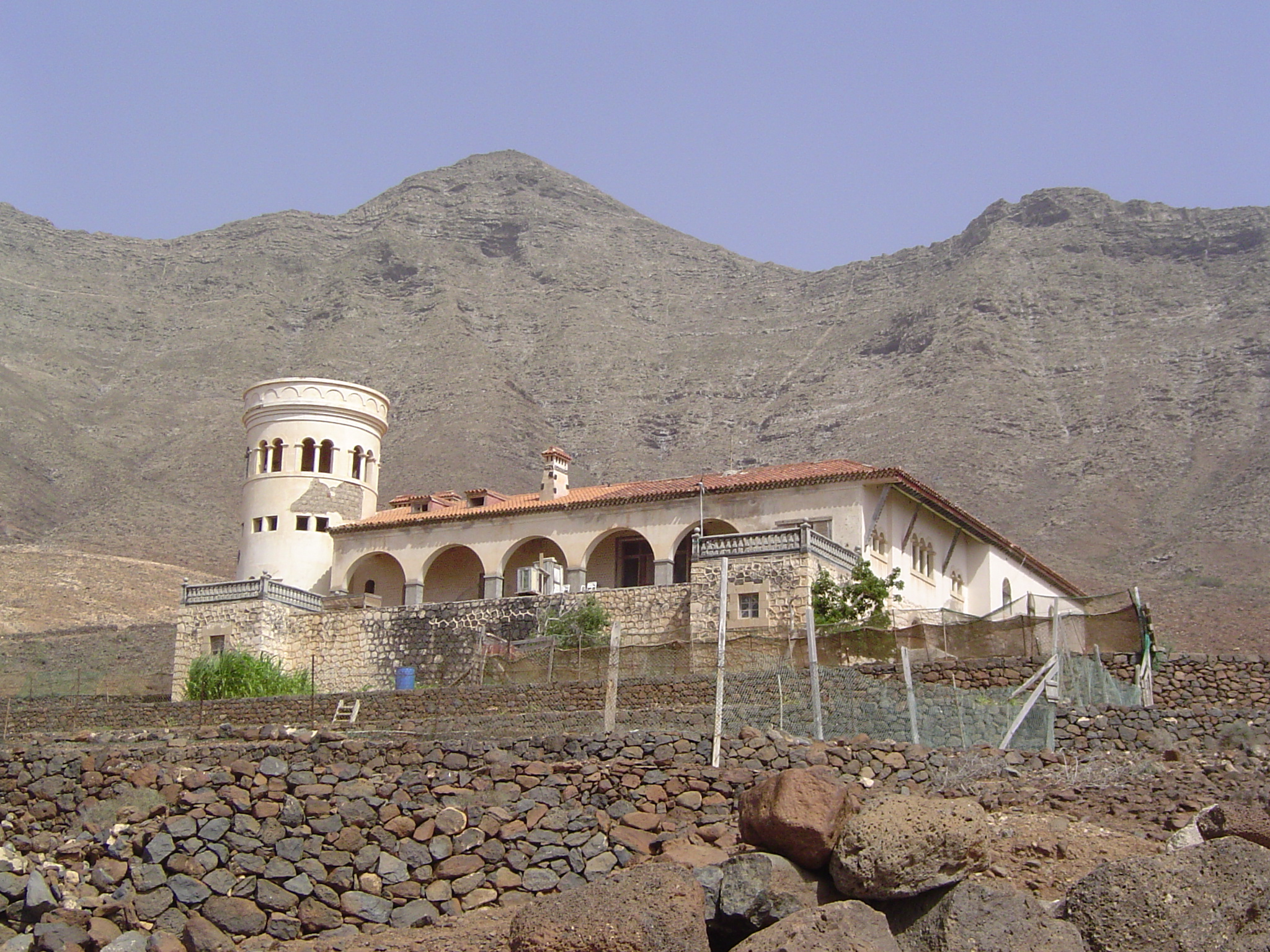
Villa Winter.